# Kilindini
Il porto di Kilindini è una baia naturale profonda che si diparte da Mombasa, nel Kenya, ed è profondo nel suo punto maggiore fino a 50 m circa. Il nome deriva da un termine swahili che significa "profondo", ed il sito è il principale porto, l'unico internazionale, del Kenya.

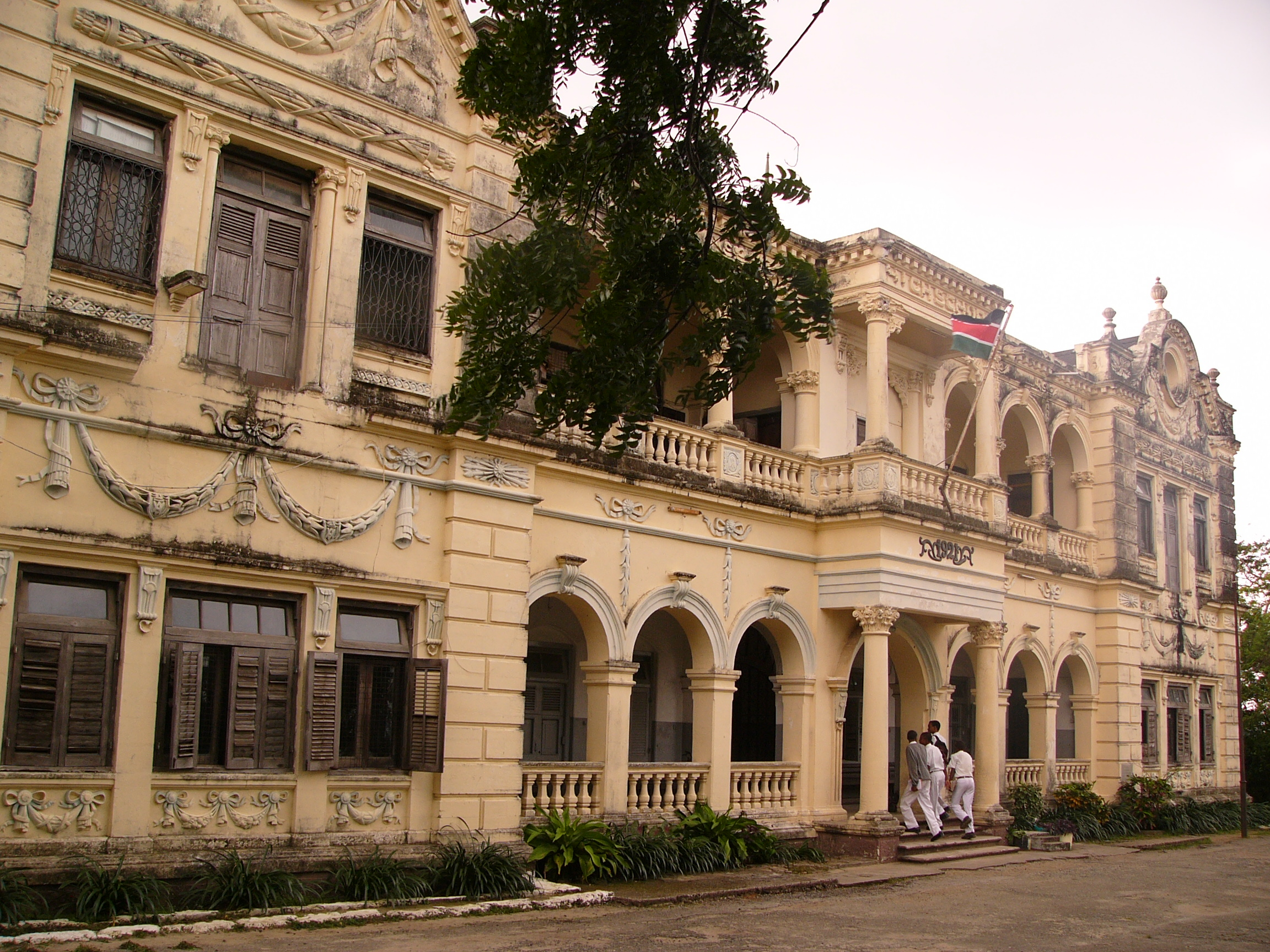
La scuola Allidina Visram in Mombasa, la cui foto qui presente risale al 2006, fu sede della sezione "Kilindini" del GCHQ (servizio di decrittazione militare inglese), durante la seconda guerra mondiale

Durante la seconda guerra mondiale il porto ospitò parte della Eastern Fleet britannica nel periodo dell'incursione giapponese nell'Oceano Indiano, e la città ospitò un distaccamento del servizio segreto britannico di decrittazione con sede a Bletchley Park.